# Link veza
Link veza je opisni atribut koji se pridružuje hipervezama i koji ima za cilj da definiše tip veze ili 
vezu između izvornog i odredišnog resursa. Atribut može biti korišćen od strane automatizovanih
sistema ili može biti prezentovan korisniku na drugačiji način.
U elemntima a, link i area HTML-a ovaj atribut se označava sa rel. Primeri korišćenja su
standardni način referenciranja CSS-a <link rel="stylesheet" href="example.css"/> koji ukazuje
da je spoljašni resurs naveden href atributom stilski list pa će internet pregledači obično
dopremiti ovaj fajl za prikazivanje stranica. Drugi primer je rel="shortcut icon" za popularnu favikon
ikonu.
Link veze se koriste u nekim mikroformatima (na primer rel="tag" za tagovanje), u XHTML friends network
(XFN), i u atom standardu, u Xlink-u, isto kao u HTML-u. Standardizovane link veze su jedne od
temelja HATEOAS-a jer omogućavaju posrednom korisniku da shvati značenje dostupnog stanja 
promena u REST sistemu.
Inženjerska internet operativna grupa (IETF) ima registraturu standardizovanih link veza, i postupak
za njihovo proširenje definisan u  5988. Jezik HTML 5 takođe definiše validne link vrednosti
U HTML 4, rev atribut je takođe definisan, i definiše obrnutu vezu između 
resursa. Atribut je uklonjen iz HTML 5.

## Semantička web implementacija
RDF klasifikovani linkovi su osnovni u LOD skupovima podataka za identifikovanje tipa (iskaza) veze 
RDF trojke, doprinoseći automatskom napretku mašinski čitljivog izveštaja Giant Global Graph
na Semntičkom web-u. Klasifikovani linkovi u RDF-u su izraženi kao vrednosti rdf:type
osobine, definisanjem tipa veze koristeći afirmisane uslove definicije kontrolisanog rečnika iz LOD-a kao što je
```
<rdf:type
 
rdf:resource=
"http://schema.org/Person"
/>

```

## Spoljašnje veze
- rel values defined in HTML 4
- rel values to be defined in HTML 5
- rel values which are defined in some specification
- WHATWG blog entry on link relations